# Sclerurus rufigularis
Sclerurus rufigularis là một loài chim trong họ Furnariidae.
Loài này được tìm thấy ở Bolivia, Brazil, Colombia, Ecuador, Guiana thuộc Pháp, Guyana, Peru, Suriname, và Venezuela. Môi trường sống tự nhiên của chúng là rừng ẩm vùng đất thấp nhiệt đới hoặc cận nhiệt đới.
Chúng có thân hình chắc nịch với đuôi ngắn. Chúng đạt đến một chiều dài khoảng 15 cm và mỏ ngắn so với các loài khác cùng chi, mỏ dài là 15 mm chứ không dài 25 mm như các loài kia. Nếu không, loài này có bề ngoài tương tự với Sclerurus mexicanus.